# Charlotta Skjöldebrand

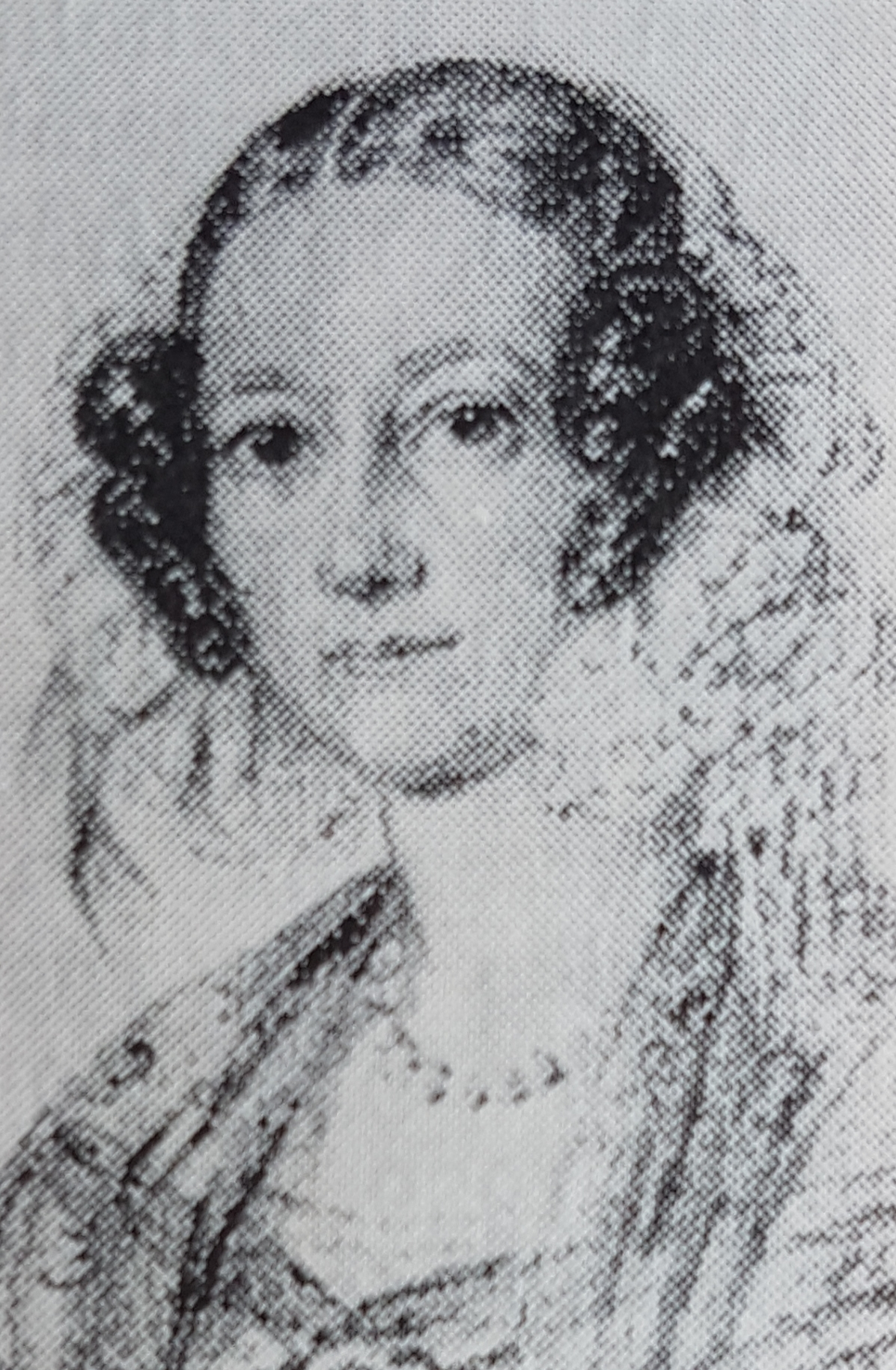
Charlotta Skjöldebrand av Maria Röhl

Charlotta Letitia Skjöldebrand, född Ennes 29 juni 1791, död 17 april 1866 på Stockholms slott, var en svensk grevinna och hovfunktionär. Hon var överhovmästarinna hos drottningen 1844–1859. Hon var även verksam som målare.

## Biografi
Charlotta Skjöldebrand var dotter till grosshandlaren i Gävle Pehr Ennes och Elisabet Margareta Brändström och systerdotter till generallöjtnanten Per Brändström. Hon gifte sig 1811 i Gävle med statsrådet och konstnären friherre (från 1819 greve) Anders Fredrik Skjöldebrand, och blev änka 1834. Hon var mor till Eric Bogislaus Skjöldebrand och August Fredrik Skjöldebrand.
Charlotta Skjöldebrand var överhovmästarinna hos Oscar I:s gemål Josefina mellan 1836 och 1866, det vill säga under dennas tid som kronprinsessa, drottning och änkedrottning. Som sådan efterträdde hon Elisabet Charlotta Piper.
Oscar I införde under sin regeringstid en del reformer vid svenska hovstaten som dämpade den "mest spektakulära ståten" i offentliga sammanhang, och avskaffade sådana saker som offentliga hovbröllop och liknande ceremonier. De gamla hovtjänsterna avskaffades inte, men hovet decimerades genom att en stor del av dem inte tillsattes. Medan Oscar I tillät sin mor drottning Desidera att behålla såväl ett komplett hov som sin bostad i drottningvåningen, avstod han själv från att tillsätta hovjunkare och höll nere antalet kammarherrar till ett minimum, och detta motsvarades vid Josefinas hovstat med att inga statsfruar tillsattes.  Istället fick hon endast sin överhovmästarinna Charlotta Skjöldebrand med hovfröknarna Charlotte Skjöldebrand,  Charlotte Mörner, Mina Lewenhaupt och Sigrid Sparre, utöver de (tjänstfria) hovfröknar hon redan hade.
Emil Key, som ofta var hennes gäst 1864–1865, beskrev henne:
"En av dessa mågar var greve August Skiöldebrand. Han var son av statsrådet m. m. A. F. Skiöldebrand. Denne har genom Malla Silfverstolpes minnen ånyo blivit levande för vår tid liksom hans hustru Laetitia Ennes. Henne såg jag ofta under vintern 1864—65, då jag var i helpension hos »Åhlinarna», men tillbringade helger och söndagar i min moster Ingeborgs och min morbrors vänliga hem, ståthållarvåningen på slottet. Den äldre grevinnan Skiöldebrands utomordentligt fagra ungdomsporträtt av Breda hängde på väggen, men hon var där ej vackrare än den silverhåriga gumman. Som f. d. hovmästarinna hade hon roliga hovhistorier att berätta och nekade sig ej att krydda dem med mången behagfullt framförd svordom."
Charlotta Skjöldebrand gjorde sig även känd som en duktig amatörkonstnär. Hon porträtterades av Maria Röhl i en teckning 1843 som numera ingår i Kungliga bibliotekets samling.